# Real (Filipinas)
Real es un municipio filipino de primera clase, perteneciente a la provincia de Quezon, en la región de Calabarzon. En 2020, tenía censados 38 678 habitantes.